# 舒氏無線鰨
舒氏無線鰨為輻鰭魚綱鰈形目鰨亞目舌鰨科的其中一種，為深海魚類，分布於西太平洋南中國海海域，棲息深度494公尺，棲息在底層水域，生活習性不明。

## 扩展阅读
維基物種上的相關：舒氏無線鰨